# Мануель Марія Борреро
Мануель Марія Борреро Гонсалес (10 травня 1883 — 7 червня 1975) — еквадорський політик, тимчасовий президент країни 1938 року.